# Kvazikrystal

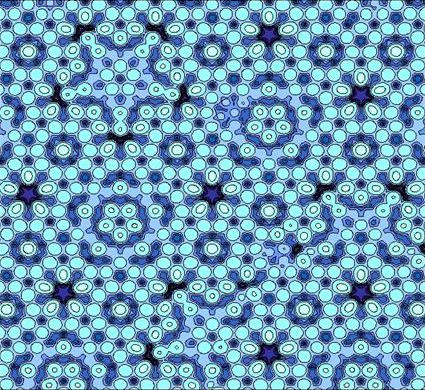
Atomický model kvazikrystalu Ag-Al

Kvazikrystal je pevná látka, jejíž strukturní jednotky (atomy, molekuly) jsou uspořádané, ale nikoli periodicky jako u tradičních krystalů. Nejsou však rozmístěny náhodně jako u amorfních materiálů. V uspořádání strukturních jednotek lze nalézt určitá pravidla, například rotační symetrie, které mohou být odhaleny pomocí elektronové nebo rentgenové difrakce. Mohou se vyskytovat prvky symetrie, které jsou u periodických struktur nemožné, např. pětičetná rotační osa symetrie (kolem jednoho bodu jako Penroseovo dláždění).
Kvazikrystaly byly fyzicky objeveny v roce 1982 izraelským fyzikem Danielem Šechtmanem. V současnosti je známo mnoho desítek kvazikrystalů, které často nemají nijak exotické složení (např. Al-Mn, Al-Cu-Fe, Ti2-Mn, Al4-Fe).
The International Union of Crystallography se na základě objevu kvazikrystalů rozhodla změnit tradiční definici krystalu jako periodické struktury. Nová definice zní: Krystal je jakákoli pevná látka, jejíž difrakční diagram je bodový.
Velké nadšení, které kvazikrystaly mezi komunitou materiálových vědců vyvolaly, však již do značné míry opadlo. Ukazuje se, že kvazikrystaly nemají žádnou výjimečnou využitelnou vlastnost a jejich aplikace nejsou na trhu. Jejich nevýhodou je jejich extrémní křehkost.
Kvazikrystalům jsou podobné krystalické aproximanty, které jsou ale periodické.